# Matra Manunggal
Matra Manunggal is een bestuurslaag in het regentschap Muaro Jambi van de provincie Jambi, Indonesië. Matra Manunggal telt 945 inwoners (volkstelling 2010).